# مدرسة دي باكي العليا للمهن الصحية في قطر
مدرسة دي باكي العليا للمهن الصحية في قطر (DHSHP) فرع من مدارس مايكل دبغي الثانوية للمهن الصحية من هيوستن، تكساس، الولايات المتحدة الأمريكية في قطر.
أفتتحت المدرسة في سبتمبر 2008 بـ100 طالب وطالبة في الصف. والمدرسة تغطي الصفوف 7-12, ويستند المنهج على المنهج الدراسي في الولايات المتحدة.
اللغة الإنجليزية الرسمية والوحيدة في المدرسة ويمكن للقطريين والمقيمين في قطر التسجيل في المدرسة.

## الروابط الخارجية
1. ↑  "New DeBakey High School for Health Professions to Open in Qatar." المنطقة التعليمية المستقلة للمدارس في هيوستن. May 27, 2008. Retrieved on November 20, 2011. [وصلة مكسورة] نسخة محفوظة 15 فبراير 2020 على موقع واي باك مشين.
2. ↑  Mellon, Ericka. "DeBakey principal taking school's premise abroad" (). هيوستن كرونيكل. Wednesday May 28, 2008. Retrieved on November 20, 2011. "نسخة مؤرشفة". مؤرشف من الأصل في 2015-09-25. اطلع عليه بتاريخ 2018-07-10.{{استشهاد ويب}}:  صيانة الاستشهاد: BOT: original URL status unknown (link)

- DeBakey High School for Health Professions at Qatar
- DeBakey High School for Health Professions at Qatar (Archive)
- Two International Schools to Open Branches in Qatar نسخة محفوظة 9 يونيو 2008 على موقع واي باك مشين.
- Foster, Robin. "Principal brings Qatar experience to her role." هيوستن كرونيكل. Wednesday August 24, 2011.
- "Preparing students for careers in medicine." غلف تايمز. Tuesday May 6, 2008.